# Коллинз, Дэвид (гребец)
Дэвид Коллинз (англ. David Collins; род. 12 октября 1969, Таузанд-Окс, Калифорния) — американский гребец, выступавший за сборную США по академической гребле в период 1991—1996 годов. Бронзовый призёр летних Олимпийских игр в Атланте, бронзовый призёр чемпионата мира, чемпион Панамериканских игр в Мар-дель-Плате, победитель и призёр многих регат национального значения.

## Биография
Дэвид Коллинз родился 12 октября 1969 года в городе Таузанд-Окс, штат Калифорния.
Первого серьёзного успеха на взрослом международном уровне добился в сезоне 1991 года, когда вошёл в основной состав американской национальной сборной и побывал на чемпионате мира в Вене, откуда привёз награду бронзового достоинства, выигранную в зачёте распашных рулевых восьмёрок лёгкого веса — в решающем финальном заезде уступил только командам из Италии и Франции.
В 1992 году на мировом первенстве в Монреале в лёгких восьмёрках сумел квалифицироваться лишь в утешительный финал B и расположился в итоговом протоколе соревнований на седьмой строке.
На домашнем чемпионате мира 1994 года в Индианаполисе в лёгких безрульных четвёрках стал восьмым.
В 1995 году в восьмёрках лёгкого веса одержал победу на Панамериканских играх в Мар-дель-Плате, тогда как на мировом первенстве в Тампере был седьмым в лёгких безрульных четвёрках.
Благодаря череде удачных выступлений удостоился права защищать честь страны на домашних летних Олимпийских играх 1996 года в Атланте. В составе экипажа, куда также вошли гребцы Марк Шнайдер, Джефф Пфендтнер и Уильям Карлуччи, в программе лёгких безрульных четвёрок пришёл к финишу третьим позади команд из Дании и Канады — тем самым завоевал бронзовую олимпийскую медаль.
После атлантской Олимпиады Коллинз больше не показывал сколько-нибудь значимых результатов в академической гребле на международной арене.